# Metachrostis pallidior
Metachrostis pallidior là một loài bướm đêm trong họ Erebidae.